# Barry Kitchener
Barry Kitchener (Dagenham, 11 december 1947 - 30 maart 2012) was een Engels voetballer die 602 wedstrijden voor Millwall van 1966 en 1982 speelde.